# Spathilepia
Spathilepia là một chi bướm ngày thuộc họ Bướm nâu.